# あぶり餅
あぶり餅（あぶりもち）は、きな粉をまぶした親指大の餅を竹串に刺し、炭火であぶったあとに白味噌のタレをぬった餅菓子、または串に刺してあぶったおかきや煎餅のこと。
主に京都市北区の今宮神社や同右京区嵯峨の清凉寺、石川県金沢市金沢五社の神明宮などにある和菓子屋が知られ、特に今宮神社と古くから関係を持つとされるかざりやと一文字屋が有名である。
昔ながらの作り方としては、まず餅を直径5から6分（約1.5から1.8センチメートル）くらいに細長く伸ばし、それを6分（約1.8センチメートル）ほどに切る。このとき豆の粉（一般的にはきな粉）を餅を扱いやすくすることも兼ねてまぶす。そうしてできた小さい餅を一つずつ竹串の先に突き刺し、炙ってから味付味噌などのタレをかける。
また、あぶり餅で使われる竹串は、古くは祇園会の松竹の残竹を用いると伝えられているが、現在は今宮神社に奉納された斎串（いぐし）である。今宮神社で毎年4月の第2日曜に行われるやすらい祭の鬼の持つ花傘の下に入ると御利益があるのをたとえとし、食べることで病気・厄除けの御利益があるとされ、親しまれている。

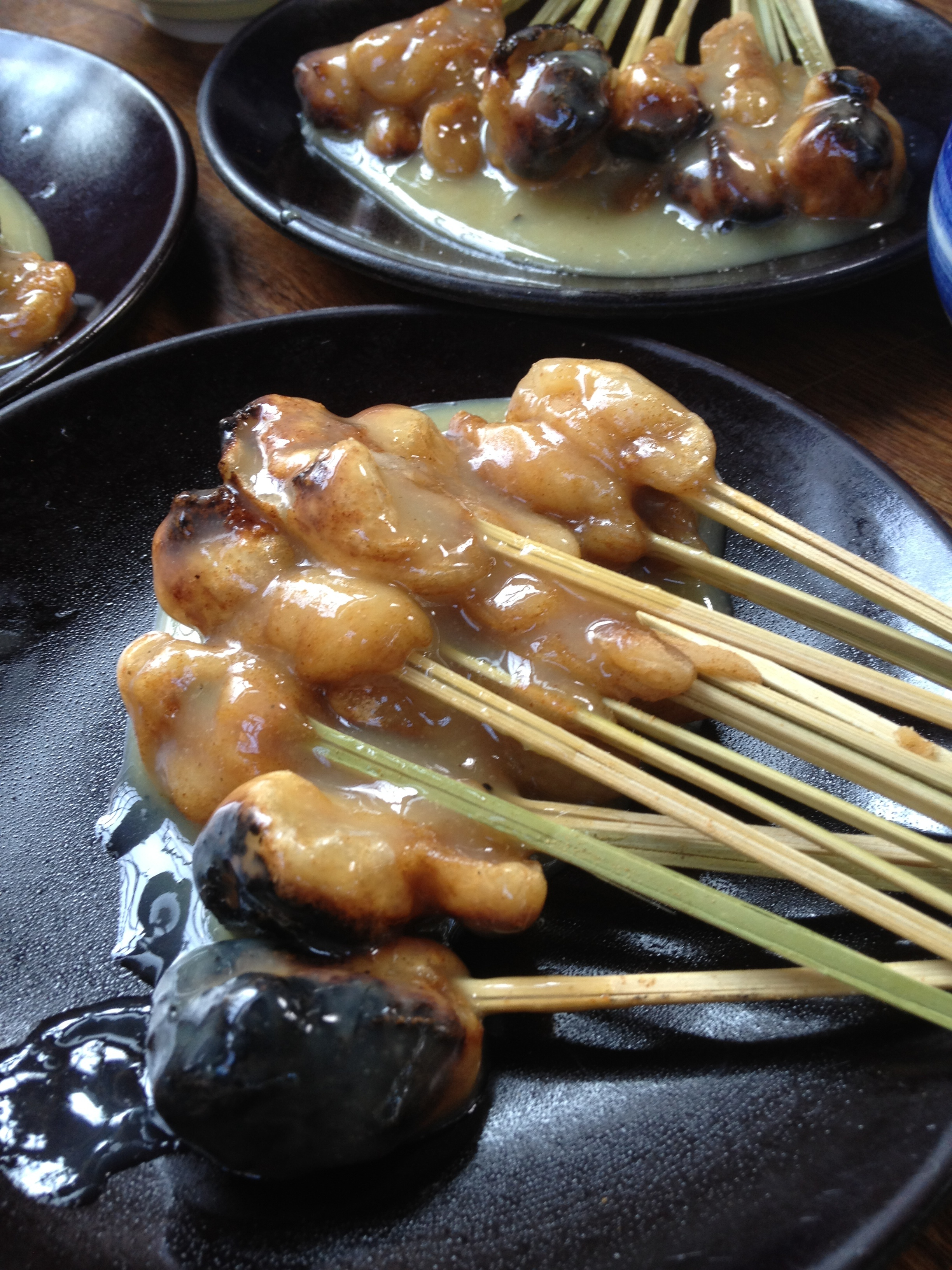
京都・今宮神社門前の「かざりや」
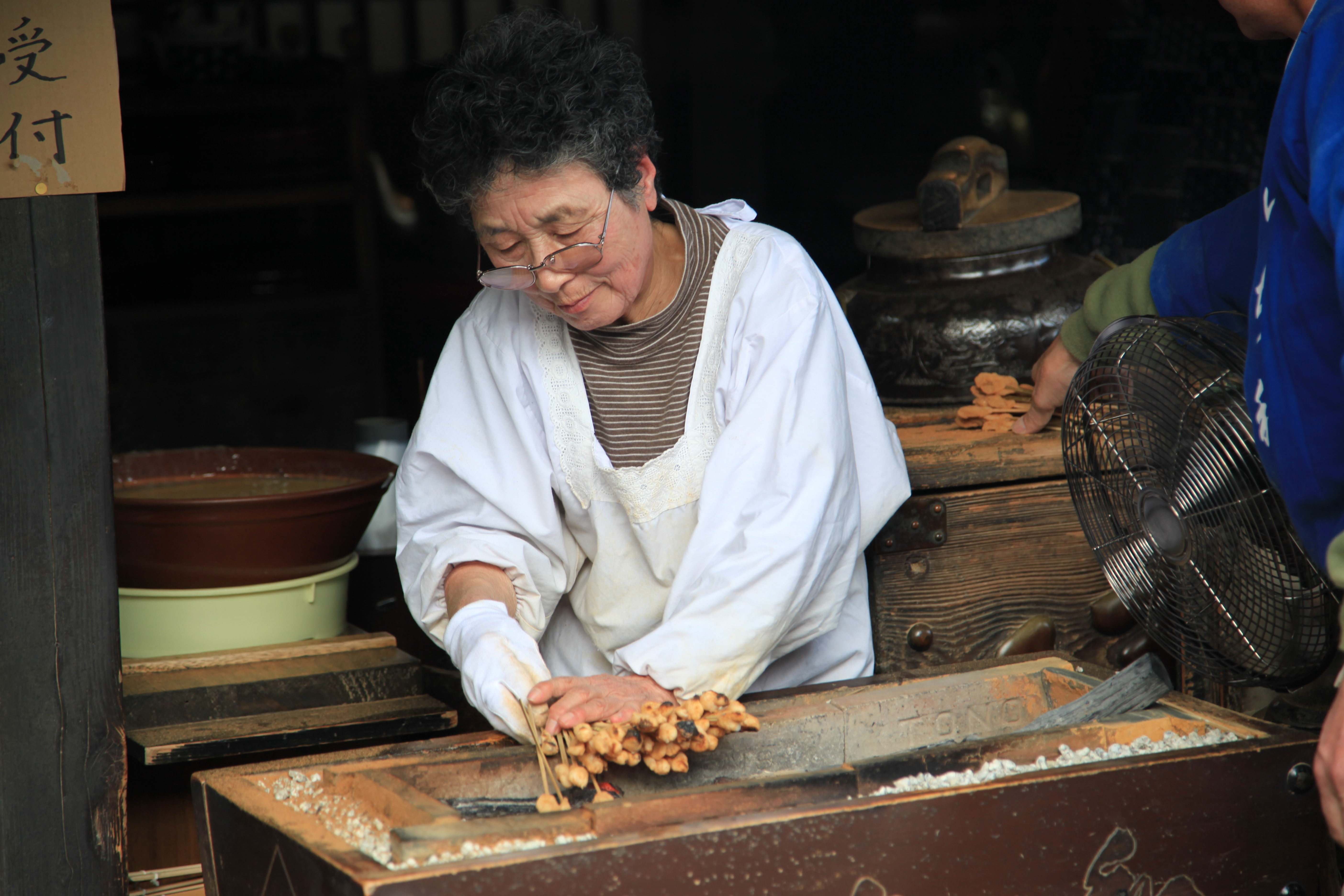
京都・今宮神社門前の「かざりや」
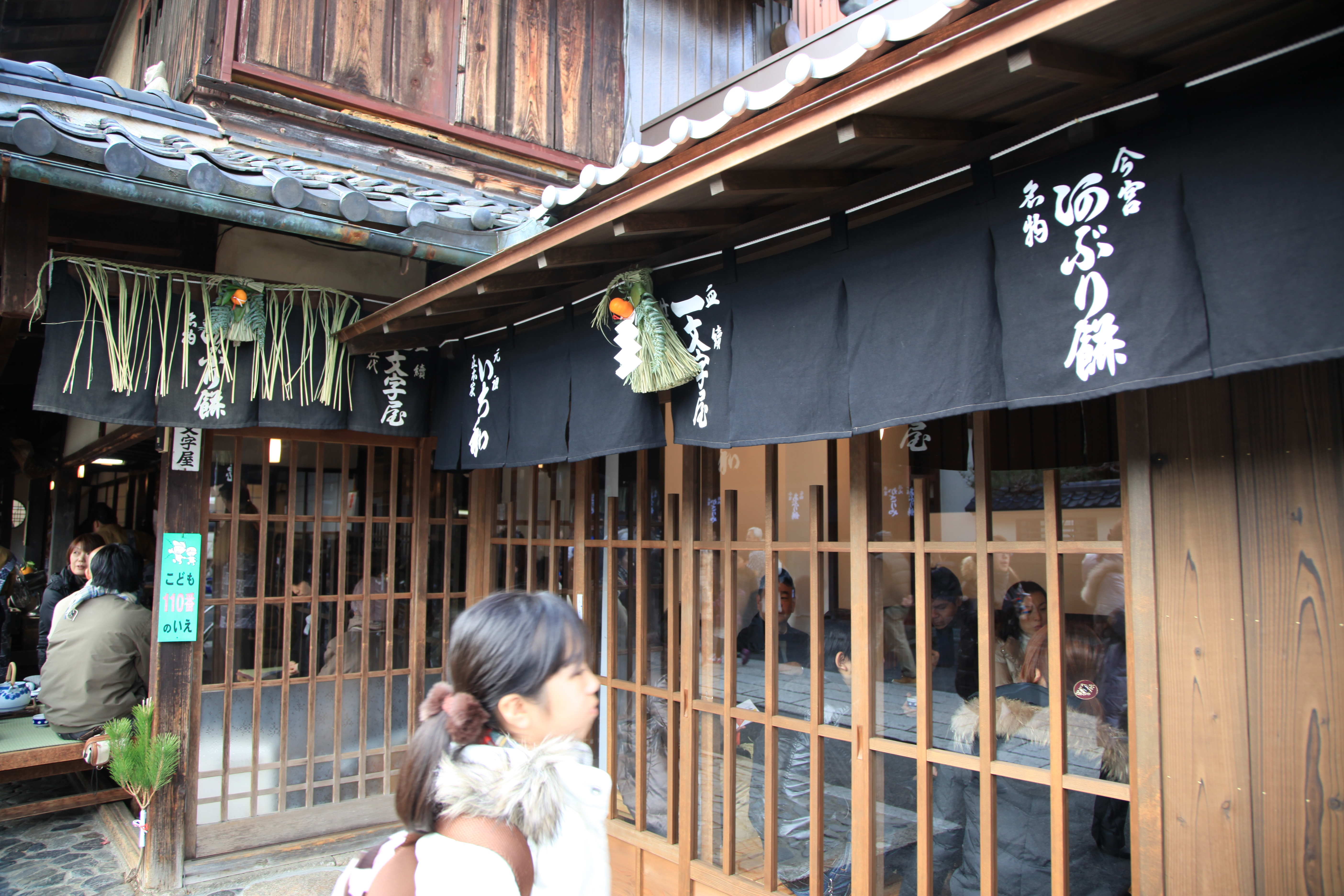
京都・今宮神社門前の「一文字屋和輔」